# Thomas Model K-6-70
Thomas Model K-6-70 ist ein Personenkraftwagen. Hersteller war die E. R. Thomas Motor Car Company aus den USA.

## Beschreibung
Thomas brachte das Fahrzeug 1910 als Nachfolger des Model K auf den Markt. Es wurde bis 1911 produziert. Nachfolger wurde Model KC-6-70.
Der Wagen hat einen Sechszylindermotor. Jeweils 5,5 Zoll (139,7 mm) Bohrung und Hub ergeben 12.847 cm³ Hubraum. Im ersten Jahr war die Motorleistung mit 70 PS angegeben und im zweiten mit 72 PS. Zeittypisch ist der Motor vorn im Fahrgestell eingebaut und treibt die Hinterachse an.
Das Fahrgestell hat 3556 mm Radstand. Im ersten Jahr standen ein siebensitziger Tourenwagen, ein Flyabout genannter Tourenwagen, ein Tourabout genannter Tourenwagen, eine Limousine und ein Landaulet zur Wahl. 1911 ersetzte laut einer Quelle ein Runabout den Tourabout.
Das Leergewicht der Tourenwagen war laut einer Quelle im ersten Jahr mit 1860 kg und im zweiten mit 2041 kg angegeben. Eine Internetquelle gibt davon abweichend an: 1887 kg für den 1910er Tourenwagen, 1969 kg für den 1911er Flyabout, jeweils 2177 kg für die 1911er Landaulet und Limousine, 1928 kg für den 1911er Tourabout und 2041 kg für den 1911er Touring.